# Rezerwat przyrody Ponikwa
Rezerwat przyrody „Ponikwa” – rezerwat leśny położony na terenie powiatu legnickiego, w gminie Kunice (województwo dolnośląskie).
Obszar chroniony utworzony został w 2001 r. w celu zachowania ze względów przyrodniczych, naukowych, dydaktycznych i krajobrazowych lasów grądowych, łęgowych i olsów z bogatą i unikalną florą. Rezerwat położony jest w granicach siedliskowego obszaru Natura 2000 „Pątnów Legnicki” PLH020052. W odległości około 350 m na północ znajduje się inny rezerwat przyrody – „Błyszcz”.
Rezerwat obejmuje 8,32 ha lasu położonego na skraju większego kompleksu leśnego stanowiącego pozostałość dawnej Puszczy Legnickiej. Obszar chroniony zajmuje tu zbocze niewielkiego wzniesienia z licznymi źródliskami. Las tworzy tu dwa chronione siedliska przyrodnicze: grąd środkowoeuropejski i łęg jesionowo-wiązowy. W rezerwacie występuje też ols porzeczkowy – rzadkie zbiorowisko roślinne, nie podlegające jednak ochronie siedliskowej.
Rezerwat nie posiada pełnego spisu flory roślin naczyniowych. Zdjęcia fitosocjologiczne wykonane w poszczególnych zbiorowiskach leśnych obejmowały łącznie 108 gatunków. Stwierdzone tu chronione rośliny to: kruszczyk połabski (znacząca populacja licząca w 1996 r. 169 okazów), pierwiosnek wyniosły i listera jajowata. Dość dobrze zbadana brioflora rezerwatu liczy 34 gatunki mchów, w tym 3 chronione taksony: dzióbkowiec bruzdowany, dzióbkowiec Zetterstedta i mokradłoszka zaostrzona.
Rozpoznanie składu fauny rezerwatu dotyczy przede wszystkim ptaków. Stwierdzono tu gatunki zarówno wskaźnikowe dla liściastych starodrzewi (dzięcioł czarny, dzięcioł średni, dzięciołek, siniak, puszczyk), jak i krawędzi lasu (ortolan).
Rezerwat leży na gruntach Skarbu Państwa w zarządzie Nadleśnictwa Legnica. Nadzór sprawuje Regionalny Konserwator Przyrody we Wrocławiu.
Teren nie został udostępniony do zwiedzania, nie wyznaczono na jego terenie szlaku turystycznego lub ścieżki dydaktycznej.